# Luiz Kuerten
Luiz Kuerten (* 20. Mai 1946 in Braço do Norte; † 27. April 2015 ebenda) war ein brasilianischer Politiker.

## Werdegang
Kuerten wurde als Sohn des Industriellen und Politikers Fredolino Kuerten (1914–1989) und der Alba Thiesen Kuerten (1921–2003) geboren.
Er war vom 1. Januar 1993 bis 1. Januar 1997 und ein zweites Mal vom 1. Januar 2005 bis 1. Januar 2009 Präfekt der Gemeinde Braço do Norte (Santa Catarina).